# Kosowiec
Kosowiec (955 m n.p.m.) – szczyt w Bieszczadach Zachodnich.
Kosowiec leży na północ od Magury Stuposiańskiej, od której oddzielony jest przełęczą (829 m n.p.m.), w grzbiecie odbiegającym z Połoniny Caryńskiej (wierzchołek 1239 m n.p.m.) w kierunku północnym. Masyw Kosowca ograniczony jest od zachodu doliną potoku Dwernik, od wschodu – Wołosatego, zaś na północy opiera się o dolinę Sanu. 
Ze szczytu rozchodzi się na północny zachód, północ, a także na wschód kilka krótkich grzbietów. Najdłuższy z nich biegnie początkowo ku północnemu zachodowi, osiąga wierzchołek o wysokości 899 m n.p.m., a następnie zakręca na północ i kulminuje w Dwerniku (692 m n.p.m.). Od wspomnianego wierzchołka (899 m n.p.m.) na północny wschód odbiega także ramię zwane Średnim Wierchem oraz druga odnoga – na zachód, kulminująca we wzniesieniu 840 m n.p.m. Niewybitne wierzchołki występują również w grzbiecie biegnącym z głównego szczytu Kosowca ku południowemu wschodowi. Grzbiety te są poprzedzielane dolinami niewielkich potoków (np. Głęboki) biorących początek na zboczach masywu.
Stoki Kosowca są całkowicie porośnięte lasem. Cały masyw znajduje się na obszarze Parku Krajobrazowego Doliny Sanu.
W grupie Kosowca przebiega oznakowany na niebiesko szlak pieszy Rzeszów – Grybów. Biegnąc od strony Magury Stuposiańskiej, przed kopułą szczytową skręca na północny zachód i omija ją, a następnie obniża się do doliny potoku Dwernik, prowadząc nieco poniżej grzbietu Dwernika. Południowo-wschodnim ramieniem (do ok. 900 m n.p.m.) wiedzie natomiast ścieżka przyrodnicza "Jodła", stanowiąca pętlę rozpoczynającą się w Pszczelinach. Najdalszy jej punkt znajduje się przy ogromnym okazie jodły pospolitej.

## Piesze szlaki turystyczne
szlak Rzeszów – Grybów na odcinku Pszczeliny-Widełki – Magura Stuposiańska – Kosowiec – Dwernik
 ścieżka przyrodnicza "Jodła" z Pszczelin (czas przejścia ok. 1.30 – 2 h)